# University of Glasgow

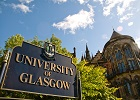
Eingang Hauptgebäude

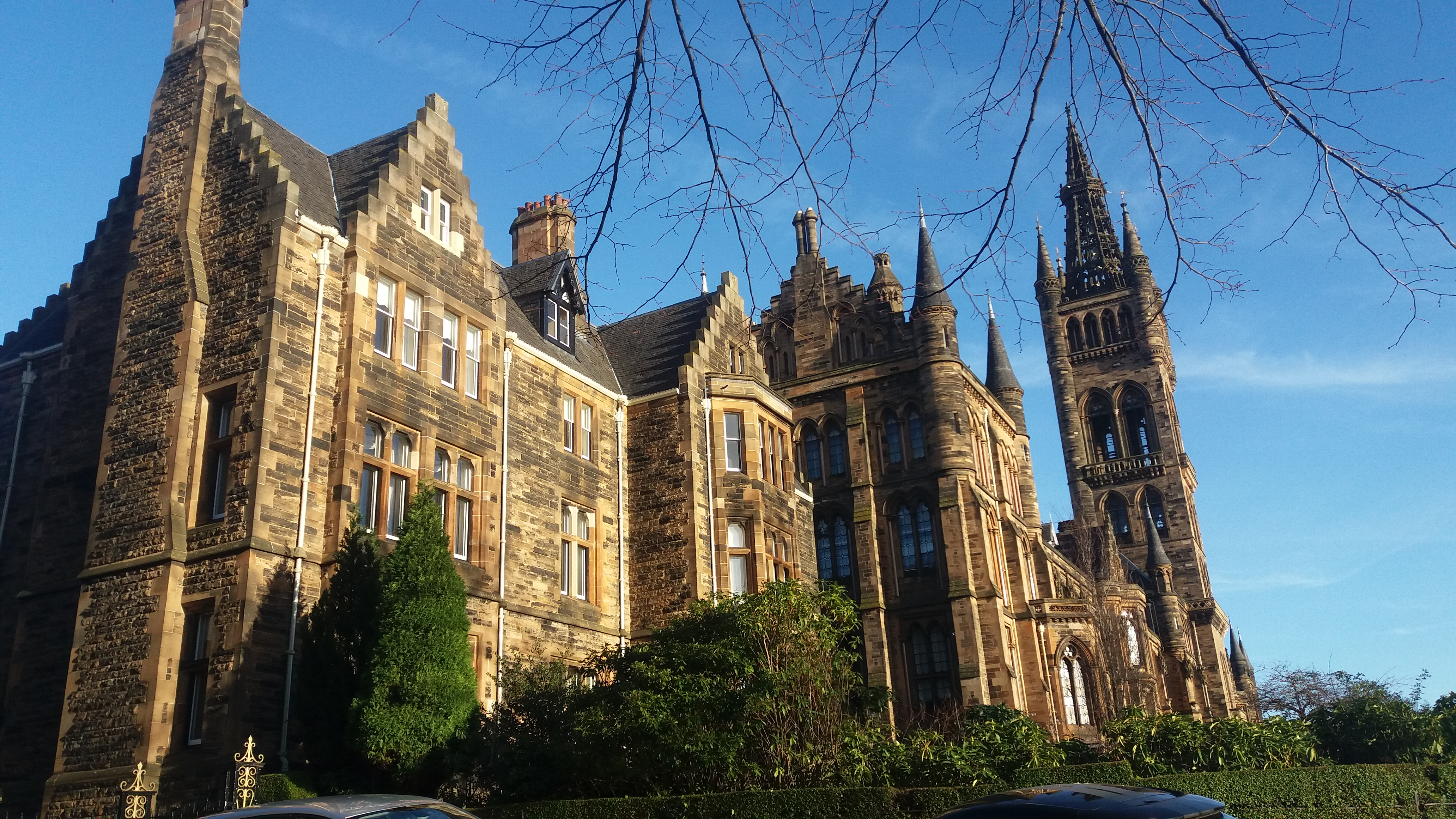
Hauptgebäude im neugotischen Stil (Blickrichtung Nordost)

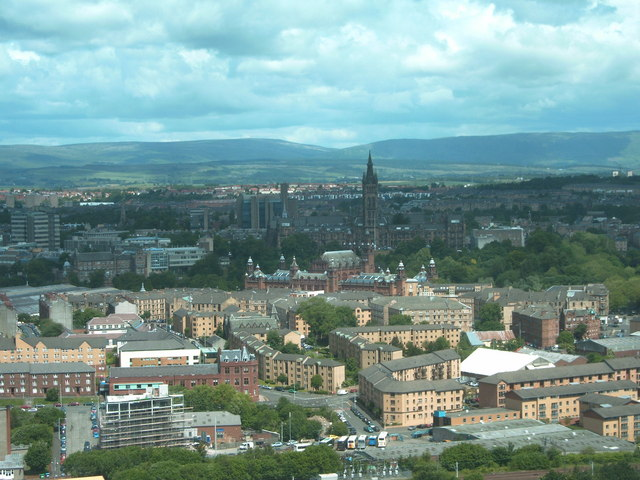
Luftbild mit charakteristischem Turm des Hauptgebäudes im Hintergrund

Die Universität von Glasgow oder Universität Glasgow (englisch University of Glasgow; lateinisch Universitatis Glasguensis) ist eine Forschungsuniversität in staatlicher Trägerschaft. Die Universität zeichnete sich 2019 durch ein niedriges Betreuungsverhältnis von 13,7 Studenten pro Professor aus. Die Hochschule investiert eine Milliarde Pfund in Immobilien, um die Forschungs- und Lehreinrichtungen des Campus zu erweitern, und erzielt ein jährliches Forschungseinkommen von mehr als 179 Mio. GBP (Stand: 2019).

## Zahlen zu den Studierenden und den Dozenten
Von den 42.980 Studenten im Studienjahr 2021/2022 nannten sich 25.825 weiblich (60,1 %) und 16.800 (39,1 %) männlich. 2017 waren es insgesamt 26.635 gewesen, 2019/2020 waren 19.270 weiblich, 12.710 männlich und 32.465 insgesamt und 2020/2021: 37.145 insgesamt. 23.460 arbeiteten 2021/2022 auf ihren ersten Studienabschluss, meist den Bachelor, hin (2019/2020 :21.165), sie waren damit undergraduates. 19.520 lernten für einen weiteren Abschluss, oft einen Master; sie waren damit postgraduates. 20.520 kamen aus Schottland, 4.230 aus England, 150 aus Wales, 665 aus Nordirland, 2.595 aus der EU und 14.795 aus dem Nicht-EU-Ausland.
Im Jahr 2016/2017 waren ungefähr 26.000 Studenten aus über 140 Nationen an der Bildungseinrichtung eingeschrieben.  Rund 3400 der damals insgesamt 8015 Mitarbeiter waren aktive Forscher. 2019/2020 waren es 8.580 Angestellte, davon 4.680 wissenschaftliche.

## Ranking und Reputation
Die Universität ist Mitglied in der Russell-Gruppe, einem Verbund von in der Lehre und Forschung führenden britischen Institutionen. Aufgrund der strengen Zugangsvoraussetzungen im Universities and Colleges Admissions Service (Rang 6 in Großbritannien) sowie ihres Rufes in der Forschungswelt zählt sich die Universität Glasgow zu den besten 1 Prozent der Welt (World Top 100). Im QS World University Ranking 2020 belegte die Universität den 67. Rang und kam auf nationaler Ebene unter die besten 10 Hochschulen in Großbritannien. Laut dem Research Excellence Framework (REF) 2014 wurden 81 Prozent der erzielten Forschungsleistungen als international exzellent bewertet. Die Universität von Glasgow ist außerdem Mitglied in den Netzwerken Universitas 21, Guild of European Research-Intensive Universities, Association of Commonwealth Universities sowie Partnership of a European Group of Aeronautics and Space Universities.

### Weitere Rankingplatzierungen
- The Best Schools 2019: 32. Platz[20]
- CWTS Leiden 2019 (PP top 10%): 56. Platz[21]
- Newsweek Top 100 global Universities 2019: 89. Platz[22]
- Times Higher Education Ranking 2020: 99. Platz[23]
- Round University Ranking 2018: 98. Platz[24]

## Geschichte
Die Universität wurde 1451 aufgrund eines Vorschlags von König Jakob II. von Papst Nikolaus V. gegründet. Papst Nikolaus V. erteilte damals dem Glasgower Bischof William Turnbull die Genehmigung, eine Universität an seiner Kathedrale einzurichten. Die Universität von Glasgow ist die zweitälteste Universität Schottlands und nach Oxford (1096), Cambridge (1209) und St. Andrews (1413) die viertälteste Großbritanniens.

## Verwaltung
Bestehend aus einzelnen Schulen (äquivalent zu Lehrstühlen) ist die Universität in folgende vier Fakultäten gegliedert:

### Fakultät für Wissenschaft und Ingenieurwesen
- Umweltforschungszentrum der schottischen Universitäten (SUERC)
- Schule für Mathematik und Statistik
- Schule für Informatik
- Schule für Physik und Astronomie
- Schule für Ingenieurwissenschaften
- Schule für Geographie und Geowissenschaften
- Schule für Chemie
- Schule der Psychologie[25]

### Fakultät für Medizin, Veterinärmedizin und Lebenswissenschaften
- Schule für Medizin, Zahnmedizin und Krankenpflege
- Schule für Veterinärmedizin
- Schule für Lebenswissenschaften
- Graduiertenschule[26]

### Fakultät für Sozialwissenschaften
- Adam Smith Business School
- Schule für Rechtswissenschaften
- Schule für Sozial- und Politikwissenschaften
- Schule für Bildungswissenschaften
- Schule für interdisziplinäre Studien[27]

### Fakultät für Kunst
- Schule für Kultur und kreative Künste
- Schule für kritische Studien
- Schule für Geisteswissenschaften
- Schule für moderne Sprachen und Kulturen[28]

## Ehemalige
Die Kanzler der Universität in chronologischer Reihenfolge sind:

### Kanzler
- William Turnbull (1451)
- Andrew de Durisdere (1455)
- John Laing (1474)
- Robert Blackadder (1483)
- James Beaton (1508)
- Gavin Dunbar (1524)
- James Beaton II. (1551–1560)
- John Porterfield (1571)
- James Boyd (1572)
- Robert Montgomery (1581)
- William Erskine (1585)
- Walter Stewart, 1. Lord Blantyre (1587)
- John Spottiswoode (1603)
- James Law (1615)
- Patrick Lindsay (1633)
- James Hamilton, 3. Marquess of Hamilton (1642)
- John Thurloe (1658)
- William Cunningham, 8. Earl of Glencairn (1660)
- Andrew Fairfowl (1661)
- Alexander Burnet (1664)
- Robert Leighton (1671)
- Alexander Burnet (1674)
- Arthur Rose (1679)
- Alexander Cairncross (1684)
- John Paterson (1687)
- John Carmichael, 2. Lord Carmichael (1692)
- James Graham, 1. Duke of Montrose (1714)
- William Graham, 2. Duke of Montrose (1743)
- James Graham, 3. Duke of Montrose (1781)
- James Graham, 4. Duke of Montrose (1837)
- William Stirling-Maxwell of Pollock (1875)
- Walter Montagu-Douglas-Scott, 5. Duke of Buccleuch, 7. Duke of Queensberry (1878)
- John Hamilton Dalrymple, 10. Earl of Stair (1884)
- William Thomson, 1. Baron Kelvin (1904)
- Archibald Primrose, 5. Earl of Rosebery (1908)
- Donald MacAlister, 1. Baronet (1929)
- Daniel Macaulay Stevenson (1934–1944)
- John Boyd Orr, 1. Baron Boyd-Orr (1946)
- Alexander Kirkland Cairncross (1972)
- William Kerr Fraser (1996)
- Kenneth Calman (2006)
- Katherine Grainger (2020)

### Vizekanzler
Die Vizekanzler (engl. „Principal“ oder „Vice-Chancellor“) sind:
- Archibald Davidson (1785)
- William Taylor (1803)
- Duncan MacFarlan (1823)
- Thomas Barclay (1858)
- John Caird (1873)
- Robert Story (1898)
- Donald MacAlister, 1. Baronet (1909)
- Robert Sangster Rait (1929)
- Hector Hetherington (1936)
- Charles Haynes Wilson (1961)
- Alwyn Williams (1972)
- William Kerr Fraser (1988)
- Graeme Davies (1995)
- Muir Russell (2003)
- Anton Muscatelli (2009)

### Rektoren
Der Rektor (engl. offizieller Titel „Lord Rector“, meist verkürzt zu „Rector“) der Universität Glasgow wird alle drei Jahre von den Studenten gewählt. Die Position wurde durch den schottischen „Universities Act“ von 1889 für die damals bestehenden schottischen Universitäten festgeschrieben. Aufgabe des Rektors ist es, die Belange der Studenten zu vertreten.
- 1690–1691: David Boyle, 1. Earl of Glasgow
- 1691–1718: John Maxwell of Nether Park
- 1718–1720: Mungo Graham of Gorthie
- 1720–1723: Robert Dundas, Lord Arniston, the elder
- 1723–1725: James Hamilton of Aikenhead
- 1725–1726: Hugh Montgomerie of Hartfield
- 1726–1729: George Ross, Master of Ross
- 1729–1731: Francis Dunlop of Dunlop
- 1731–1733: John Orr of Barrowfield
- 1733–1738: Colin Campbell of Blythswood
- 1738–1740: George Bogle of Daldowie
- 1740–1742: John Graham of Dugalston
- 1742–1743: John Orr of Barrowfield
- 1743–1746: George Bogle of Daldowie
- 1746–1748: John Maxwell of Pollock
- 1748–1750: George Bogle of Daldowie
- 1750–1753: John Maxwell of Pollock
- 1753–1755: William Mure of Caldwell
- 1755–1757: John Boyle, 3. Earl of Glasgow
- 1757–1759: Patrick Boyle, Lord Shewalton
- 1759–1761: James Milliken of Milliken
- 1761–1763: James Hay, 15. Earl of Erroll
- 1763–1764: Thomas Miller of Barskimmen
- 1764–1767: William Mure of Caldwell
- 1767–1768: Dunbar Douglas, 4. Earl of Selkirk
- 1768–1770: Adam Ferguson of Kilkerran
- 1770–1772: Robert Ord
- 1772–1773: Frederick Campbell
- 1773–1775: Charles Schaw Cathcart, 9. Lord Cathcart
- 1775–1777: James William Montgomery
- 1777–1779: Andrew Stewart of Torrance
- 1779–1781: James Maitland, 7. Earl of Lauderdale
- 1781–1783: Henry Dundas, 1. Viscount Melville
- 1783–1785: Edmund Burke
- 1785–1787: Robert Graham of Gartmore
- 1787–1789: Adam Smith
- 1789–1791: Walter Campbell of Shawfield
- 1791–1793: Thomas Kennedy of Dunure
- 1793–1795: William Mure of Caldwell
- 1795–1797: William McDowell of Garthland
- 1797–1799: George Oswald of Auchencruive
- 1799–1801: Ilay Campbell of Succoth
- 1801–1803: William Craig, Lord Craig
- 1803–1805: Robert Dundas of Arniston
- 1805–1807: Henry Glassford of Dugalston
- 1807–1809: Archibald Colquhoun
- 1809–1811: Archibald Campbell of Blythswood
- 1811–1813: Lord Archibald Hamilton
- 1813–1815: Thomas Graham, Lord Lynedoch
- 1815–1817: David Boyle, Lord Boyle
- 1817–1819: George Boyle, 4. Earl of Glasgow
- 1819–1820: Kirkman Finlay
- 1820–1822: Francis Jeffrey
- 1822–1824: James Mackintosh
- 1824–1826: Henry Brougham, 1. Baron Brougham and Vaux
- 1826–1829: Thomas Campbell
- 1829–1831: Henry Petty-FitzMaurice, 3. Marquess of Lansdowne
- 1831–1834: Henry Thomas Cockburn
- 1834–1836: Edward Smith-Stanley, 14. Earl of Derby
- 1836–1838: Robert Peel
- 1838–1840: James Graham, 2. Baronet
- 1840–1842: John Campbell, 2. Marquess of Breadalbane
- 1842–1844: Fox Maule-Ramsay, 11. Earl of Dalhousie
- 1844–1846: Andrew Rutherford
- 1846–1847: John Russell, 1. Earl Russell
- 1847–1848: William Mure of Caldwell
- 1848–1850: Thomas Babington Macaulay
- 1850–1852: Archibald Alison
- 1852–1854: Archibald Montgomerie, 13. Earl of Eglinton
- 1854–1856: George Douglas Campbell, 8. Duke of Argyll
- 1856–1859: Edward Bulwer-Lytton, 1. Baron Lytton
- 1859–1862: James Bruce, 8. Earl of Elgin
- 1862–1865: Henry John Temple, 3. Viscount Palmerston
- 1865–1868: John Inglis, Lord Glencorse
- 1868–1871: Edward Stanley, 15. Earl of Derby
- 1871–1877: Benjamin Disraeli
- 1877–1880: William Ewart Gladstone
- 1880–1883: John Bright
- 1883–1884: Henry Fawcett
- 1884–1887: Edmund Law Lushington
- 1887–1890: Robert Bulwer-Lytton, 1. Earl of Lytton
- 1890–1893: Arthur James Balfour, 1. Earl of Balfour
- 1893–1896: John Eldon Gorst
- 1896–1899: Joseph Chamberlain
- 1899–1902: Archibald Primrose, 5. Earl of Rosebery
- 1902–1905: George Wyndham
- 1905–1908: Herbert Asquith, 1. Earl of Oxford & Asquith
- 1908–1911: George Nathaniel, 1. Baron Curzon
- 1911–1914: Augustine Birrell
- 1914–1919: Raymond Poincaré
- 1919–1922: Andrew Bonar Law
- 1922–1925: Frederick Edwin Smith, 1. Earl of Birkenhead
- 1925–1928: Austen Chamberlain
- 1928–1931: Stanley Baldwin, 1. Earl Baldwin
- 1931–1934: Compton Mackenzie
- 1934–1937: Iain Colquhoun, Bt. of Luss
- 1937–1938: Dick Sheppard
- 1938–1945: Archibald Sinclair, Bt. of Ulbster
- 1945–1947: John Boyd-Orr
- 1947–1950: Walter Elliot
- 1950–1953: John MacCormick
- 1953–1956: Tom Honeyman
- 1956–1959: Rab Butler
- 1959–1962: Quintin McGarel Hogg, Lord Hailsham
- 1962–1965: Albert Luthuli
- 1965–1968: John Reith, 1. Baron Reith
- 1968–1971: George MacLeod
- 1971–1974: Jimmy Reid
- 1974–1977: Arthur Montford
- 1977–1980: John L. Bell
- 1980–1984: Reginald Bosanquet
- 1984–1987: Michael Kelly
- 1987–1990: Winnie Mandela
- 1990–1993: Pat Kane
- 1993–1996: Johnny Ball
- 1996–1999: Richard Wilson
- 1999–2000: Ross Kemp
- 2001–2004: Greg Hemphill
- 2004–2008: Mordechai Vanunu
- 2008–2014: Charles Kennedy
- 2014–2017: Edward Snowden[29]
- 2017–2020: Aamer Anwar[30]
- 2019–2020: Nicht besetzt
- 2021–2024: Rita Rae, Lady Rae
- 2024–: Ghassan Abu-Sittah

### Bekannte Absolventen
Alumni der University of Glasgow sind unter anderem James Watt (Mathematiker und Ingenieur), William Thomson (Physiker; besser bekannt als Lord Kelvin), Adam Smith (Ökonom und Philosoph, nach ihm wurde die Adam Smith Business School benannt), James Herriot (Tierarzt und Buchautor), John Buchan, 1. Baron Tweedsmuir (Journalist, Autor, Jurist, Politiker und Generalgouverneur von Kanada), William Donald Patrick, britischer Richter bei den Tokioter Prozessen und John Knox (Reformatorischer Theologe und Reformator Schottlands).
Folgende Nobelpreisträger haben an der University of Glasgow studiert, gelehrt oder geforscht:
- Robert Edwards (Physiologie)
- John Boyd Orr (Biologie) (1880–1971)
- William Ramsay (Chemie) (1852–1916)
- Frederick Soddy (Chemie) (1877–1956)
- Alexander Robert Todd (Chemie) (1907–1997)
- Derek H. R. Barton (Chemie) (1918–1998)
- James Whyte Black (Medizin) (1924–2010)